# 霧華
霧華（きりか、2000年9月22日 - ）は、日本の女優、モデル。
2024年より本格的に芸能活動を開始し、モデル、映像出演、音楽活動など幅広く活動している。現在は芸能事務所に所属せず、フリーランスで活動している。

## 経歴
千葉県出身。短期大学栄養学科を卒業後、栄養士資格を取得。2024年に芸名「霧華」として芸能活動を開始。
2024年、青年漫画誌『ヤングキング』の表紙モデルに抜擢される。さらに、MHRJのミュージックビデオ『君の変』に出演し、映像作品でのキャリアをスタートさせた。
2025年には短編映像制作チーム「こねこフィルム」のレギュラーメンバーとして活動。テレビ東京のショートドラマ『アイミイミー』にも出演し、女優としての活動の幅を広げている。
同年、フリーランス人材を紹介するマッチングサービス「イタクール」の公式アンバサダーにも就任。写真週刊誌『FRIDAY』でも特集され、デジタル写真集『天上のヴィーナス』をリリースするなど、メディア露出を増やしている。

## 人物
中学3年生の時点で179cmと高身長。そのため、学生時代は服選びに苦労したという。
バセドウ病患者。眼球突出の症状があり、何度か手術を受けている。
特技はカジノディーリング。趣味はポーリングアート、エレキベース、ラップ、DJなど多岐に渡る。アクション演技やグラビア活動にも積極的に取り組み、今後は国内外の映像作品への出演を目指している。

## 出演作品
雑誌・写真集
- 『ヤングキング』（2024年）表紙[1]
- 『FRIDAY』（2025年）[1]特集掲載
- デジタル写真集『天上のヴィーナス』[1]（2025年）

映像
- MHRJ『君の変』（2024年）ミュージックビデオ[1]
- 『こねこフィルム』レギュラーメンバー[1]（2025年〜）
- テレビ東京『アイミイミー』[1]（2025年）ショートドラマ

モデル
- Itacool（イタクール）公式アンバサダー[1]（2025年）